# Amt Lauda
Das Amt Lauda war seit 1506 ein Amt des ehemaligen Hochstifts Würzburg.

## Funktion
In der Frühen Neuzeit waren Ämter eine Ebene zwischen den Gemeinden und der Landesherrschaft. Die Funktionen von Verwaltung und Rechtsprechung waren hier nicht getrennt. Dem Amt stand ein Amtmann vor, der von der Landesherrschaft eingesetzt wurde. 

## Entstehungsgeschichte
Die Landesherrschaft über das Amt Lauda wechselte mehrfach. Für 1135–1215 sind die Herren von Luden (Lauda) belegt. Die Erbtochter des letzten Herren von Luden soll um 1213 den Grafen Gerhard III. von Rieneck geheiratet haben. Der Übergang an die Grafschaft Rieneck war aber nicht problemlos. Zwar hatte sich Graf Ludwig von Rieneck, ein Sohn Gerhard III., spätestens 1225 in den Besitz des Amtes gesetzt. Dieser wurde ihm aber vom Bistum Würzburg streitig gemacht, das sich aber letztendlich gegen Rieneck nicht durchsetzen konnte. Bei der Rienecker Erbteilung 1243 kam Lauda an die Linie Rieneck-Rothenfels.
1312 wurde das Amt für 3.000 Gulden an die Herren von Hanau verkauft, wenige Jahre später, am 23. April 1316, aber zur Hälfte durch die Grafen von Rieneck für 1.500 Gulden zurückgekauft, so dass ein Kondominat zwischen Hanau und Rieneck entstand. Für die andere Hälfte bestand auf die nächsten 14 Jahre ein Rückkaufrecht seitens Rieneck. Da später von einem Hanauer Anteil nicht mehr die Rede ist, scheinen diese davon Gebrauch gemacht zu haben.
Nach dem Tod des letzten männlichen Mitglieds der Linie Rieneck-Rothenfels versuchten sowohl Kurmainz als auch das Bistum Würzburg, das Amt Lauda für sich zu vereinnahmen. Die Erbin, Adelheid von Rieneck-Rothenfels, verkaufte ihren Erbanspruch aber 1342 an Kaiser Ludwig IV., dem Bayern. Dieser konsolidierte den Besitz und gab ihn als Lehen an die Grafen von Hohenlohe. 1351 wurde das Aktivlehen von Ludwig VI., dem Römer, einem Sohn Ludwig IV., auf seinen Bruder, Otto, Kurfürst von Brandenburg übertragen. Der verschuldete sich in hohem Maße bei den Hohenlohern und den Hanauern, so dass Lauda 1357 gerichtlich Ulrich III. zugesprochen wurde. Nach weiterem Streit entschied Kaiser Karl IV. 1363, dass Lauda ein Aktivlehen der Pfalz und ein Passivlehen der Herren von Hanau sein solle. Allerdings waren 1376 wieder die von Hohenlohe verfügungsberechtigt: Sie verpfändeten Lauda an die Pfalz für 10.000 Gulden, 1398 verkauften sie es dann sogar für 10.200 Gulden. Die Pfalz nutzte Lauda 1435, um einen Kredit bei den Rittern von Eremberg abzusichern und verpfändeten es dann 1450 an die Grafen von Rieneck. Von dort gelangte das Pfand über eine Erbtochter an die von Wertheim. In den Jahren 1503 bis 1506 kam es dann zu einem Dreiecksgeschäft: Der sehr vermögende Ludwig von Hutten löste an Stelle der Pfalz das Pfand ein. Anschließend verkauften die Pfalz und Hutten ihre Rechte an das Bistum Würzburg.

## Geschichte
Das Hochstift Würzburg bildete aus den so erworbenen Rechten ein eigenes Amt. Zu diesem Amt Lauda zählten:
- Beckstein
- Distelhausen
- Heckfeld
- Lauda, Burg und Stadt
- Marbach
- Oberlauda
- Unterbalbach

Die Burg Oberlauda war bis zu ihrer Zerstörung im Deutschen Bauernkrieg Sitz des Amtes Lauda. Am Karfreitag des Jahres 1525 setzten aufständische Bauern die große Anlage oberhalb von Oberlauda in Brand.
Die Statistik des Hochstiftes Würzburg von 1699 nennt 644 Untertanen in 1 Stadt und 6 Dörfern. Als jährliche Einnahmen des Hochstiftes aus dem Amt wurden abgeführt: Schatzung: 150 Reichstaler, Akzise und Ungeld: 302 fl und Rauchpfund: 619 Pfund.
Das Amt bestand weitgehend unverändert bis zur Säkularisation des Bistums Würzburg 1803. Es kam dann zunächst an das Fürstentum Leiningen. Nach Auflösung des Fürstentums 1806 durch die Rheinbundakte wurde es dann dem Großherzogtum Baden zugeschlagen. Dort wurde ein Bezirksamt Lauda eingerichtet, aber schon 1813 wieder aufgelöst.

## Cent Lauda
Das Zentgericht Lauda umfasste die Amtsorte außer Beckstein. Hinzu kamen Gerlachsheim, Kützbrunn, Oberbalbach, Kleinrinderfeld, Kist.
Das Zentgericht wurde im Rathaus von Lauda gehalten. Auf dem Rathausplatz befand sich auch der Pranger und der Stock. Das peinliche Verhör wurde im Zentturm, dem späteren Amthof (1917 abgebrannt) durchgeführt. Die Hinrichtungsstätte war der Galgenberg, etwa 1000 Meter südlich der Ortsmitte.